# Тисяча пам'ятних поцілунків
«Тисяча пам'ятних поцілунків» (2016) — романтичний роман Тіллі Коул для молоді. Це розповідь про трагічне кохання друзів дитинства, життя яких формують смертельна хвороба та втрата. Привернувши увагу в TikTok, книжка стала бестселером. За ним йде продовження «Тисяча зламаних шматочків» (2024), екранізація якого триває.

## Сюжет
Дівчинка (Поппі Літчфілд) і хлопець (Руне Крістіансен) познайомилися у дитинстві. Коли бабуся Поппі помирає, вона змушує Поппі пообіцяти жити на повну та записати тисячу поцілунків, як пелюстки вишні в банку. Поппі та Руне щасливо цілуються, аж доки їм не виповнюється по п'ятнадцять років та сім'я Руне не переїжджає назад до його рідної Норвегії. Він повертається через два роки, спантеличений і засмучений тим, що Поппі зникла з його життя без пояснень. Коли вони відновлюють зв’язок і згадують свої попередні стосунки, Руне дізнається, що Поппі діагностували смертельну хворобу. Спочатку вона приховала це від Руне, щоб він не бачив її страждань. Поппі та Руне діляться своїм тисячним поцілунком безпосередньо перед смертю Поппі.

## Прийняття
Роман «Тисяча пам'ятних поцілунків» привернув увагу на TikTok, де спільнота BookTok сприйняла його як мелодраму. Рецензент шкільної газети The Talon високо оцінив повідомлення книги про любов і внутрішню силу. Книжка перебувала в списку бестселерів New York Times упродовж семи місяців і була номінована на премію Goodreads Choice Award 2016 року як улюблена художня література для молоді.

## Екранізація
Netflix створює фільм за цією книгою, а режисером стане Стівен Чбоскі.

## Продовження
Тисяча розбитих шматочків (2024) — друга книга. У ній розповідається історія сестри Поппі, як вона пережила смерть Поппі. Цей роман було номіновано на премію Goodreads Choice Award 2024 у тій же категорії, що й першу книжку.